# Happy Science
Happy Science (japanska: 幸福の科学, Kōfuku no Kagaku) är en japansk nyreligiös rörelse grundad 1986 av Ryuho Okawa som även var religionens ledare fram till sin död. Rörelsen har en politisk gren med ett högerkonservativt politiskt parti. Happy Science driver produktionsbolagen New Star Production, ARI Production och HS Pictures Studio som producerar animerade och vanliga spelfilmer för att sprida rörelsens religiösa budskap. Rörelsen har beskrivits som en sekt. Happy Science rapporterar själva att de har 11 miljoner troende men det verkliga antalet uppskattas vara 30 000.

## Historia

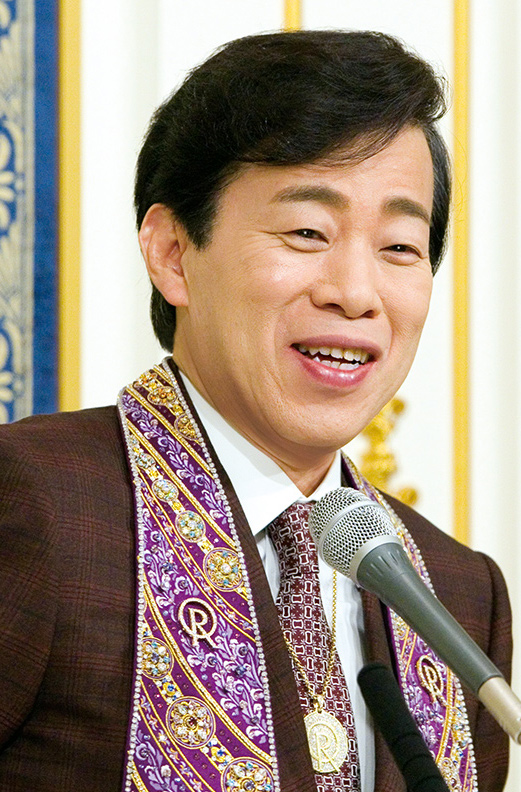
Ryuho Okawa 2015

Happy Science grundades i oktober 1986 av Ryuho Okawa. Innan Okawa blev religiös ledare arbetade han som börsmäklare på Wall Street. Enligt egen utsaga blev han 1981 kontaktad av en ande tillhörande ett buddhistiskt helgon som tog kontrollen över Okawas hand och skrev "Goda nyheter, goda nyheter". Enligt Okawa fick han rådet av flera olika andar (inklusive Jesus och Amaterasu) att starta en religiös rörelse.
Happy Science registrerades och erkändes officiellt som religion i Japan 1991.

## Tro
Enligt Happy Sciences lära skapades liv på jorden av en gud från Venus vid namn El Cantare som är samma gud som dyrkas av kristna, muslimer och judar. El Cantare har återfötts på jorden i mänsklig form flera gånger under mänsklighetens historia som till exempel Jesus och Buddha, med Ryuho Okawa som den senaste reinkarnationen av El Cantare. Förutom reinkarnation tror de även på skyddsandar, himmelriket och helvetet, änglar, demoner, och utomjordingar.
Okawa säger sig inneha förmågan att agera medium och ta kontakt med andar från både levande och avlidna människor. Rörelsen håller ofta seanser där Okawa kontaktar kända personer som gått bort. Om personen fortfarande är vid liv kommunicerar Okawa istället med personens skyddsande.

### Politiska åsikter
Organisationens politiska parti Kōfuku Jitsugen-tō (幸福実現党), (glädjeförverkligandepartiet, engelska: Happiness Realization Party) grundades 2009. Happy Sciences politiska gren förespråkar avskaffandet av punkt 9  i Japans konstitution som förbjuder Japan från krigföring och vill återmilitarisera Japan samt förnekar kejserliga japanska arméns utnyttjande av komfortkvinnor eller att Nanjingmassakern ägt rum. Andra punkter på partiprogrammet är skattesänkningar, att öka nativiteten och att öka invandringen i syfte att fördubbla Japans befolkning. Partiet har aldrig fått tillräckligt högt valresultat för att ta sig in i Japans parlament.

## Kontroverser och kritik
Rörelsen har kritiserats för att ha en pyramidspelsliknande uppbyggnad där medlemmar måste spendera stora summor pengar för att stiga i rank.
Skådespelerskan Fumika Shimizu lämnade 2017 sina uppdrag och agentur för att gå med i Happy Science på heltid. Enligt ett offentligt brev skrivet av Shimizu har hon varit troende sedan hon var barn. Hon har återupptagit sitt jobb som skådespelare under sitt nya namn Yoshiko Sengen men medverkar numera enbart i filmer producerade av Happy Science.
Ryuho Okawas son Hiroshi Okawa har lämnat religionen och har uttryckt stark kritik mot organisationen och sin far. I en intervju med nyhetstidningen Shūkan Bunshun (21 februari 2019) berättade Hiroshi att han sedan barnsben tvivlat på att hans far är gudomlig. Hiroshi berättade även att en av anledningarna till att han bröt med Happy Science var att organisationen hade försökt pressa honom att gifta sig med Fumika Shimizu samt att hans äktenskapsvägran lett till konflikt mellan honom och hans far. Happy Science har förnekat anklagelser om äktenskapsplaner mellan Hiroshi och Shimizu. Hiroshi har fördömts som "demonisk" samt stämts för förtal av organisationen.
Under coronaviruspandemin 2020 sålde Happy Sciences tempel i New York "andliga vaccin" mot covid-19 till följare och besökare. Templet utförde böner som hävdades förhindra eller bota infektion i utbyte mot betalning. I april 2020 började de utföra förbönerna på distans istället.